# Rio Vacaria (vattendrag i Brasilien, Minas Gerais)
Rio Vacaria är ett vattendrag i Brasilien.   Det ligger i delstaten Minas Gerais, i den sydöstra delen av landet, 600 km öster om huvudstaden Brasília.
I omgivningarna runt Rio Vacaria växer huvudsakligen savannskog. Runt Rio Vacaria är det glesbefolkat, med 14 invånare per kvadratkilometer.